# Belgia na Zimowych Igrzyskach Olimpijskich 2018
Belgia na Zimowych Igrzyskach Olimpijskich 2018 – występ kadry sportowców reprezentujących Belgię na igrzyskach olimpijskich w Pjongczangu w 2018 roku.
W kadrze znalazło się 22 zawodników – 13 mężczyzn i 9 kobiet. Reprezentanci Belgii wystąpili w 24 konkurencjach w 9 dyscyplinach sportowych. Po raz pierwszy w historii Belgia wysłała swoich reprezentantów na igrzyska olimpijskie w biathlonie, biegach narciarskich i skeletonie.
Funkcję chorążego reprezentacji Belgii podczas ceremonii otwarcia igrzysk pełnił snowboardzista Seppe Smits, a podczas ceremonii zamknięcia – panczenista Bart Swings. Reprezentacja Belgii weszła na stadion jako 28. w kolejności, pomiędzy ekipami z Bermudów i Białorusi.
Był to 21. start reprezentacji Belgii na zimowych igrzyskach olimpijskich i 49. start olimpijski, wliczając w to letnie występy.
W łyżwiarskim biegu masowym mężczyzn srebrny medal wywalczył Bart Swings. Był to pierwszy od 20 lat medal zimowych igrzysk olimpijskich zdobyty dla Belgii. Z dorobkiem jednego medalu Belgia uplasowała się na 25. miejscu w klasyfikacji medalowej igrzysk.

## Statystyki według dyscyplin
| Lp.     | Dyscyplina            | Mężczyźni | Kobiety | Łącznie |
| ------- | --------------------- | --------- | ------- | ------- |
| 1       | Biathlon              | 2         | –       | 2       |
| 2       | Biegi narciarskie     | 1         | –       | 1       |
| 3       | Bobsleje              | –         | 4       | 4       |
| 4       | Łyżwiarstwo figurowe  | 1         | 1       | 2       |
| 5       | Łyżwiarstwo szybkie   | 2         | 1       | 3       |
| 6       | Narciarstwo alpejskie | 2         | 2       | 4       |
| 7       | Short track           | 2         | –       | 2       |
| 8       | Skeleton              | –         | 1       | 1       |
| 9       | Snowboarding          | 3         | –       | 3       |
| Łącznie | Łącznie               | 13        | 9       | 22      |

## Zdobyte medale
| Medal  | Zawodnik    | Dyscyplina          | Konkurencja          | Data      |
| ------ | ----------- | ------------------- | -------------------- | --------- |
| Srebro | Bart Swings | Łyżwiarstwo szybkie | bieg masowy mężczyzn | 24 lutego |

## Skład reprezentacji

### Biathlon
| Konkurencja                       | Zawodnik       | Wynik   | Wynik       | Miejsce |
| Konkurencja                       | Zawodnik       | Czas    | Pudła       | Miejsce |
| --------------------------------- | -------------- | ------- | ----------- | ------- |
| Sprint mężczyzn – 10 km           | Florent Claude | 25:43,7 | 3 (1+2)     | 55.     |
| Sprint mężczyzn – 10 km           | Michael Rösch  | 25:09,4 | 2 (0+2)     | 38.     |
| Bieg pościgowy mężczyzn – 12,5 km | Florent Claude | 39:22,7 | 4 (1+1+1+1) | 57.     |
| Bieg pościgowy mężczyzn – 12,5 km | Michael Rösch  | 35:55,1 | 1 (0+0+0+1) | 23.     |

### Biegi narciarskie
| Konkurencja                                         | Zawodnik       | Czas    | Strata  | Miejsce |
| --------------------------------------------------- | -------------- | ------- | ------- | ------- |
| Bieg indywidualny mężczyzn na 15 km stylem dowolnym | Thierry Langer | 37:45,0 | +4:01,1 | 66.     |

### Bobsleje
| Konkurencja   | Zawodnicy                             | Ślizg 1 | Ślizg 1 | Ślizg 2 | Ślizg 2 | Ślizg 3 | Ślizg 3 | Ślizg 4 | Ślizg 4 | Czas łączny | Miejsce |
| Konkurencja   | Zawodnicy                             | Czas    | Miejsce | Czas    | Miejsce | Czas    | Miejsce | Czas    | Miejsce | Czas łączny | Miejsce |
| ------------- | ------------------------------------- | ------- | ------- | ------- | ------- | ------- | ------- | ------- | ------- | ----------- | ------- |
| Dwójki kobiet | An Vannieuwenhuyse Sophie Vercruyssen | 51,24   | 14.     | 51,28   | 14.     | 51,53   | 17.     | 51,20   | 8.      | 3:25,25     | 12.     |
| Dwójki kobiet | Elfje Willemsen Sara Aerts            | 51,03   | 10.     | 51,27   | 13.     | 51,10   | 10.     | 51,21   | 9.      | 3:24,61     | 11.     |

### Łyżwiarstwo figurowe
| Konkurencja | Zawodnik        | Taniec krótki | Taniec krótki | Taniec dowolny | Taniec dowolny | Nota łączna | Nota łączna |
| Konkurencja | Zawodnik        | Punkty        | Miejsce       | Punkty         | Miejsce        | Punkty      | Miejsce     |
| ----------- | --------------- | ------------- | ------------- | -------------- | -------------- | ----------- | ----------- |
| Solistki    | Loena Hendrickx | 55,16         | 20. Q         | 116,72         | 14.            | 171,88      | 16.         |
| Soliści     | Jorik Hendrickx | 84,74         | 11. Q         | 164,21         | 16.            | 248,95      | 14.         |

### Łyżwiarstwo szybkie
| Konkurencja               | Zawodnik       | Półfinał | Półfinał | Półfinał | Finał  | Finał    | Finał   |
| Konkurencja               | Zawodnik       | Punkty   | Czas     | Miejsce  | Punkty | Czas     | Miejsce |
| ------------------------- | -------------- | -------- | -------- | -------- | ------ | -------- | ------- |
| Bieg na 5000 m kobiet     | Jelena Peeters | N/A      | N/A      | N/A      | N/A    | 7:10,26  | 10.     |
| Bieg na 500 m mężczyzn    | Mathias Vosté  | N/A      | N/A      | N/A      | N/A    | 35,546   | 32.     |
| Bieg na 1000 m mężczyzn   | Mathias Vosté  | N/A      | N/A      | N/A      | N/A    | 1:11,24  | 35.     |
| Bieg na 1500 m mężczyzn   | Mathias Vosté  | N/A      | N/A      | N/A      | N/A    | 1:47,34  | 23.     |
| Bieg na 1500 m mężczyzn   | Bart Swings    | N/A      | N/A      | N/A      | N/A    | 1:45,49  | 6.      |
| Bieg na 5000 m mężczyzn   | Bart Swings    | N/A      | N/A      | N/A      | N/A    | 6:14,57  | 6.      |
| Bieg na 10 000 m mężczyzn | Bart Swings    | N/A      | N/A      | N/A      | N/A    | 13:03,53 | 8.      |
| Bieg masowy mężczyzn      | Bart Swings    | 5        | 8:13,57  | 5. Q     | 40     | 7:44,08  | 2.      |

### Narciarstwo alpejskie
| Konkurencja            | Zawodnik          | Przejazd 1 | Przejazd 1 | Przejazd 2 | Przejazd 2 | Czas łączny | Miejsce |
| Konkurencja            | Zawodnik          | Czas       | Miejsce    | Czas       | Miejsce    | Czas łączny | Miejsce |
| ---------------------- | ----------------- | ---------- | ---------- | ---------- | ---------- | ----------- | ------- |
| Zjazd kobiet           | Kim Vanreusel     | —          | —          | —          | —          | 1:46,51     | 30.     |
| Slalom kobiet          | Marjolein Decroix | 55,91      | 45.        | 54,80      | 36.        | 1:50,71     | 38.     |
| Slalom kobiet          | Kim Vanreusel     | 55,90      | 44.        | 55,96      | 41.        | 1:51,86     | 40.     |
| Slalom gigant kobiet   | Kim Vanreusel     | 1:17,60    | 41.        | 1:14,92    | 39.        | 2:32,52     | 39.     |
| Supergigant kobiet     | Kim Vanreusel     | —          | —          | —          | —          | 1:27,60     | 40.     |
| Superkombinacja kobiet | Kim Vanreusel     | DNF        | DNF        | DNS        | DNS        | DNF         | DNF1    |
| Slalom mężczyzn        | Kai Alaerts       | DNF        | DNF        | DNS        | DNS        | DNF         | DNF1    |
| Slalom mężczyzn        | Sam Maes          | 52,90      | 37.        | DNF        | DNF        | DNF         | DNF2    |
| Slalom gigant mężczyzn | Sam Maes          | 1:13,29    | 38.        | 1:12,91    | 31.        | 2:26,20     | 32.     |

### Short track
| Konkurencja             | Zawodnik   | Kwalifikacje | Kwalifikacje | Półfinał | Półfinał | Finał | Finał   | Miejsce |
| Konkurencja             | Zawodnik   | Czas         | Pozycja      | Czas     | Pozycja  | Czas  | Pozycja | Miejsce |
| ----------------------- | ---------- | ------------ | ------------ | -------- | -------- | ----- | ------- | ------- |
| Bieg na 1500 m mężczyzn | Jens Almey | 2:12,998     | 2. Q         | DNF      | 6. nq    | NQ    | NQ      | 17.     |
| Bieg na 1500 m mężczyzn | Ward Pétré | 2:17,362     | 5. nq        | NQ       | NQ       | NQ    | NQ      | 29.     |

### Skeleton
| Konkurencja  | Zawodnik      | Ślizg 1 | Ślizg 1 | Ślizg 2 | Ślizg 2 | Ślizg 3 | Ślizg 3 | Ślizg 4 | Ślizg 4 | Czas łączny | Miejsce |
| Konkurencja  | Zawodnik      | Czas    | Miejsce | Czas    | Miejsce | Czas    | Miejsce | Czas    | Miejsce | Czas łączny | Miejsce |
| ------------ | ------------- | ------- | ------- | ------- | ------- | ------- | ------- | ------- | ------- | ----------- | ------- |
| Ślizg kobiet | Kim Meylemans | 52,56   | 16.     | 52,54   | 14.     | 52,34   | 13.     | 52,26   | 11.     | 3:29,70     | 14.     |

### Snowboarding
| Konkurencja         | Zawodnik        | Kwalifikacje | Kwalifikacje | Kwalifikacje | Kwalifikacje | Finał | Finał | Finał | Finał | Miejsce |
| Konkurencja         | Zawodnik        | P1           | P2           | W            | M            | P1    | P2    | P3    | W     | Miejsce |
| ------------------- | --------------- | ------------ | ------------ | ------------ | ------------ | ----- | ----- | ----- | ----- | ------- |
| Big Air mężczyzn    | Sebbe De Buck   | 33,50        | 30,25        | 33,50        | 18. nq       | NQ    | NQ    | NQ    | NQ    | 34.     |
| Big Air mężczyzn    | Seppe Smits     | 50,00        | 59,25        | 59,25        | 15. nq       | NQ    | NQ    | NQ    | NQ    | 29.     |
| Big Air mężczyzn    | Stef Vandeweyer | 61,00        | 29,50        | 61,00        | 14. nq       | NQ    | NQ    | NQ    | NQ    | 28.     |
| Slopestyle mężczyzn | Sebbe De Buck   | 59,40        | 29,58        | 59,40        | 12. nq       | NQ    | NQ    | NQ    | NQ    | 20.     |
| Slopestyle mężczyzn | Seppe Smits     | 78,36        | 41,48        | 78,36        | 6. Q         | 31,11 | 69,03 | 66,18 | 69,03 | 10.     |
| Slopestyle mężczyzn | Stef Vandeweyer | 33,75        | 21,16        | 33,75        | 17. nq       | NQ    | NQ    | NQ    | NQ    | 31.     |